# Satyen Bose
Satyen Bose (22 gennaio 1916 – Mumbai, 9 giugno 1993) è stato un regista indiano.
Ha all'attivo 34 film da regista realizzati tra il 1949 ed il 1987.

## Filmografia parziale
- Barjatri (1951)
- Jagriti (1954)
- Chalti Ka Naam Gaadi (1958)
- Dosti (1964)
- Mere Lal (1966)
- Aasra (1966)
- Raat Aur Din (1967)
- Aansoo Ban Gaye Phool (1969)
- Jeevan Mrityu (1970)
- Jeevitha Samaram (1971)
- Anmol Tasveer (1978)
- Saanch Ko Aanch Nahin (1979)
- Payal Ki Jhankaar (1980)